# Rekonstrúktsia
Rekonstrúktsia (en rus: Реконструкция) és un poble (un possiólok) de l'óblast de Volgograd, a Rússia, segons el cens del 2010 tenia 1.272 habitants.